# 联盟TMA-03M
联盟TMA-03M（俄语：Союз ТМА-03M）是俄罗斯联盟TMA系列飞船之一，也是联盟号宇宙飞船的第112次飞行。飞船搭载三名宇航员于2011年12月21日在哈萨克斯坦拜科努尔航天发射场发射升空，飞赴国际空间站。飞船于2011年12月23日16时19分与国际空间站成功对接。
飞船的乘组人员是指令长奥列格·科诺年科、欧空局荷兰宇航员安德烈·凯珀斯和美国宇航员唐纳德·佩蒂特。

## 任务队员

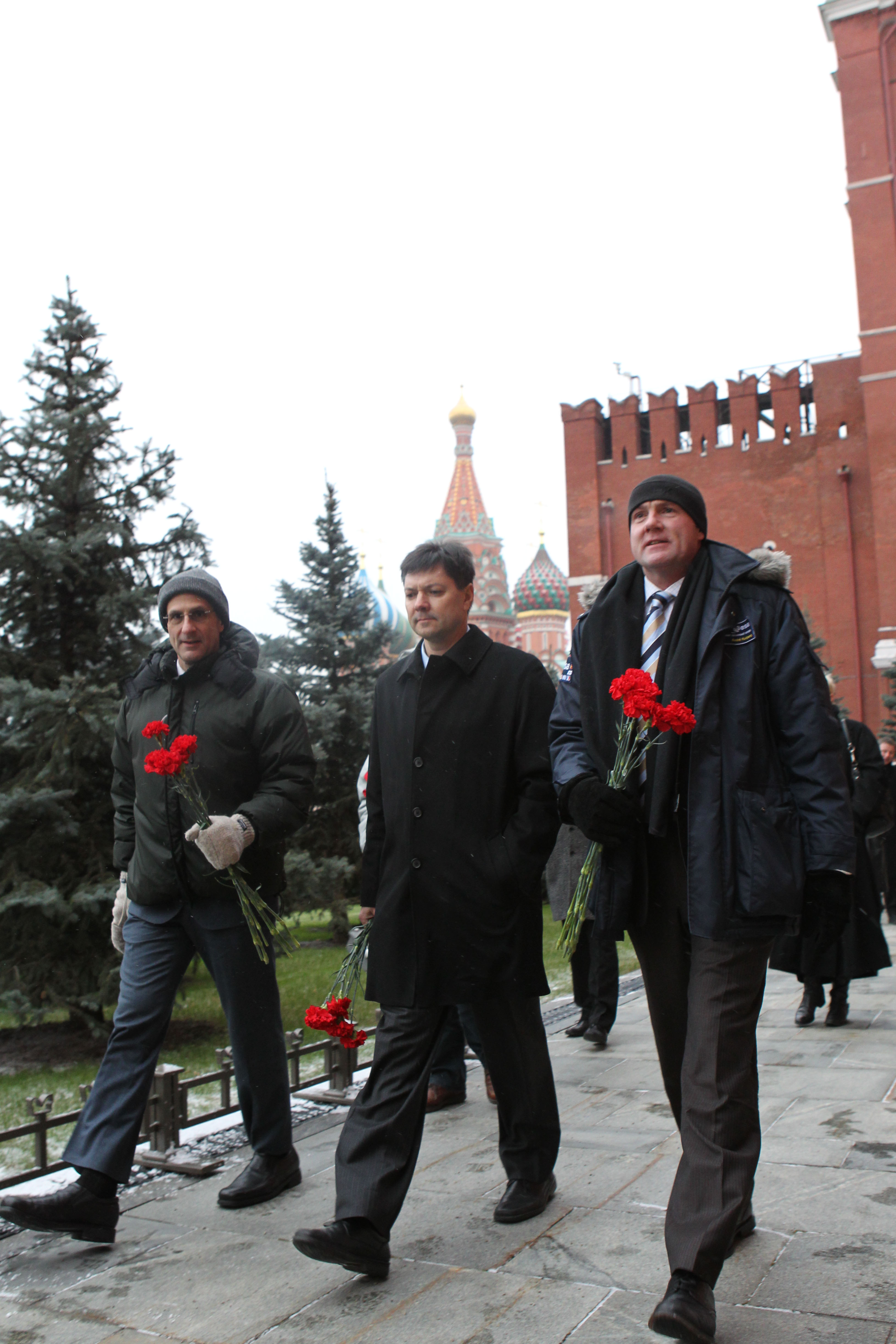
2011年12月1日乘组人员在紅場

| 岗位                    | 乘组人员                              | 乘组人员                              |
| ----------------------- | ------------------------------------- | ------------------------------------- |
| 指令长                  | 奥列格·科诺年科, RSA 远征30 第2次飞行 | 奥列格·科诺年科, RSA 远征30 第2次飞行 |
| 飞行工程师1兼医疗队长官 | 安德烈·凯珀斯, ESA 远征30 第2次飞行   | 安德烈·凯珀斯, ESA 远征30 第2次飞行   |
| 飞行工程师2             | 唐纳德·佩蒂特, NASA 远征30 第3次飞行  | 唐纳德·佩蒂特, NASA 远征30 第3次飞行  |

### 后备队员
| 岗位        | 乘组人员            | 乘组人员            |
| ----------- | ------------------- | ------------------- |
| 指令长      | 尤里·马连琴科, RSA  | 尤里·马连琴科, RSA  |
| 飞行工程师1 | 蘇妮塔·威廉斯, NASA | 蘇妮塔·威廉斯, NASA |
| 飞行工程师2 | 星出彰彥, JAXA      | 星出彰彥, JAXA      |

## 任务细节
格林尼治標準時間2011年12月21日13时16分，联盟-FG运载火箭在拜科努尔航天发射场点火发射升空。528秒后，飞船脱离第三级火箭，驶向预定轨道。

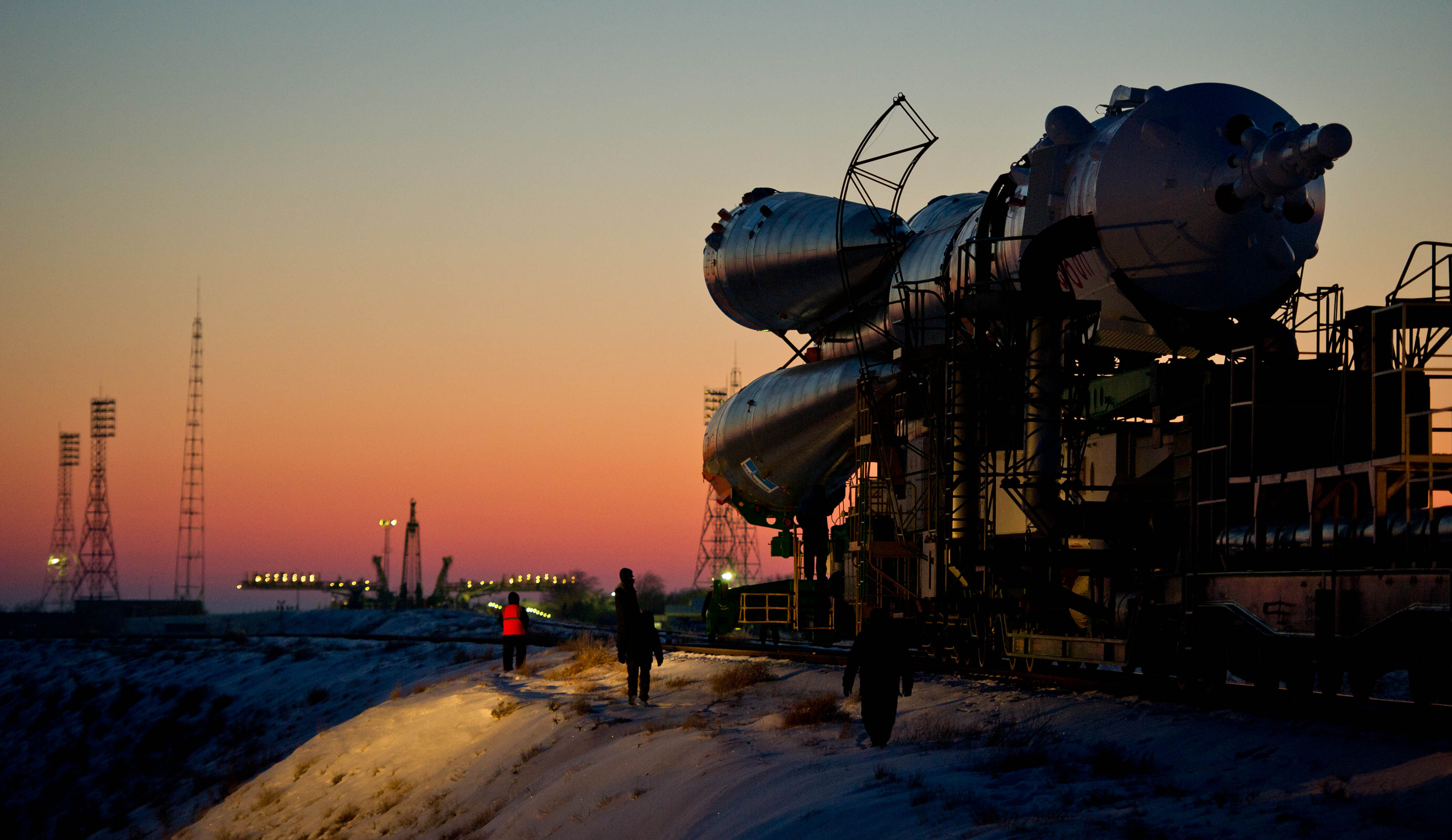
飞船运往发射场
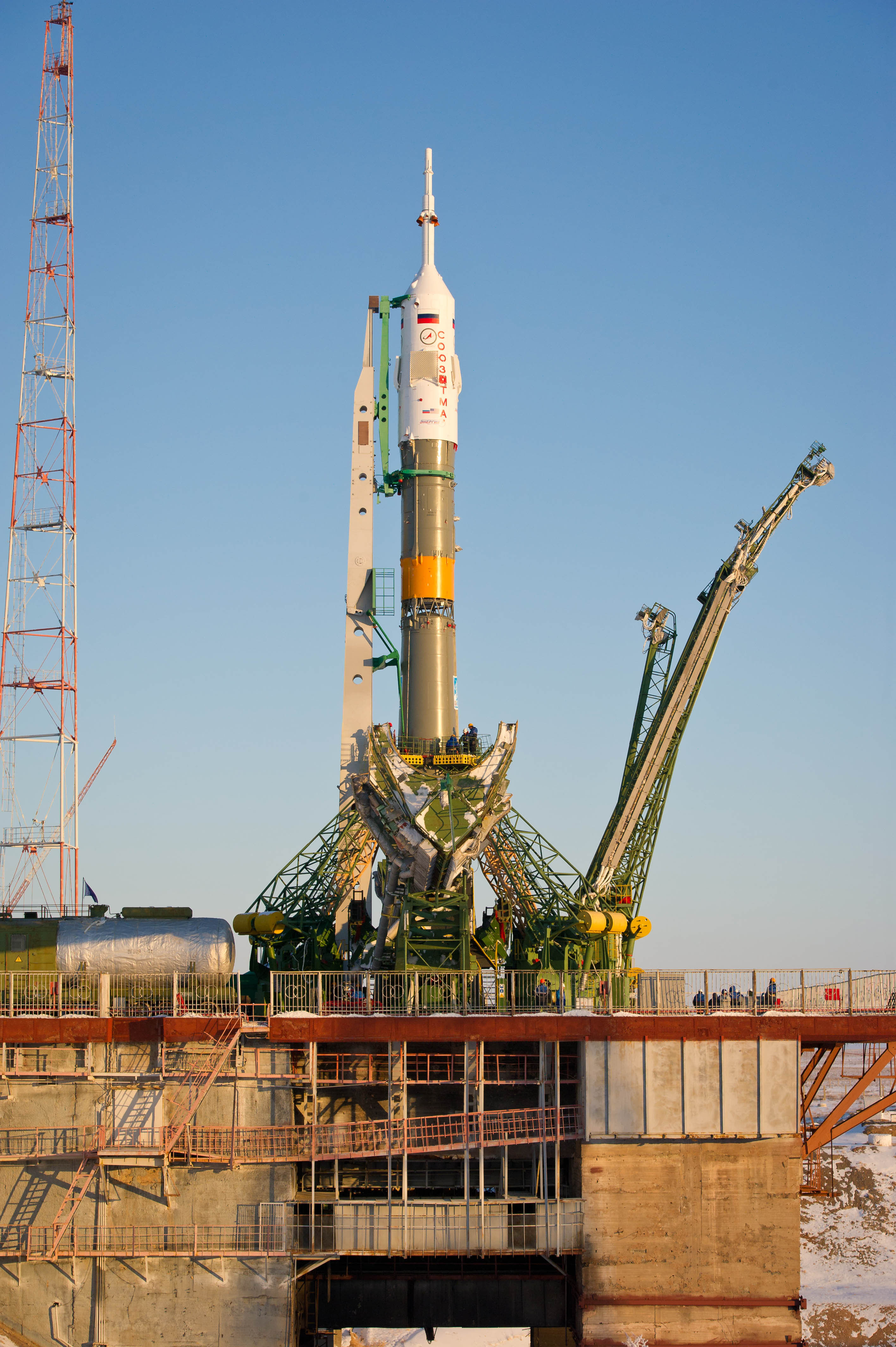
2011年12月19日的火箭与飞船
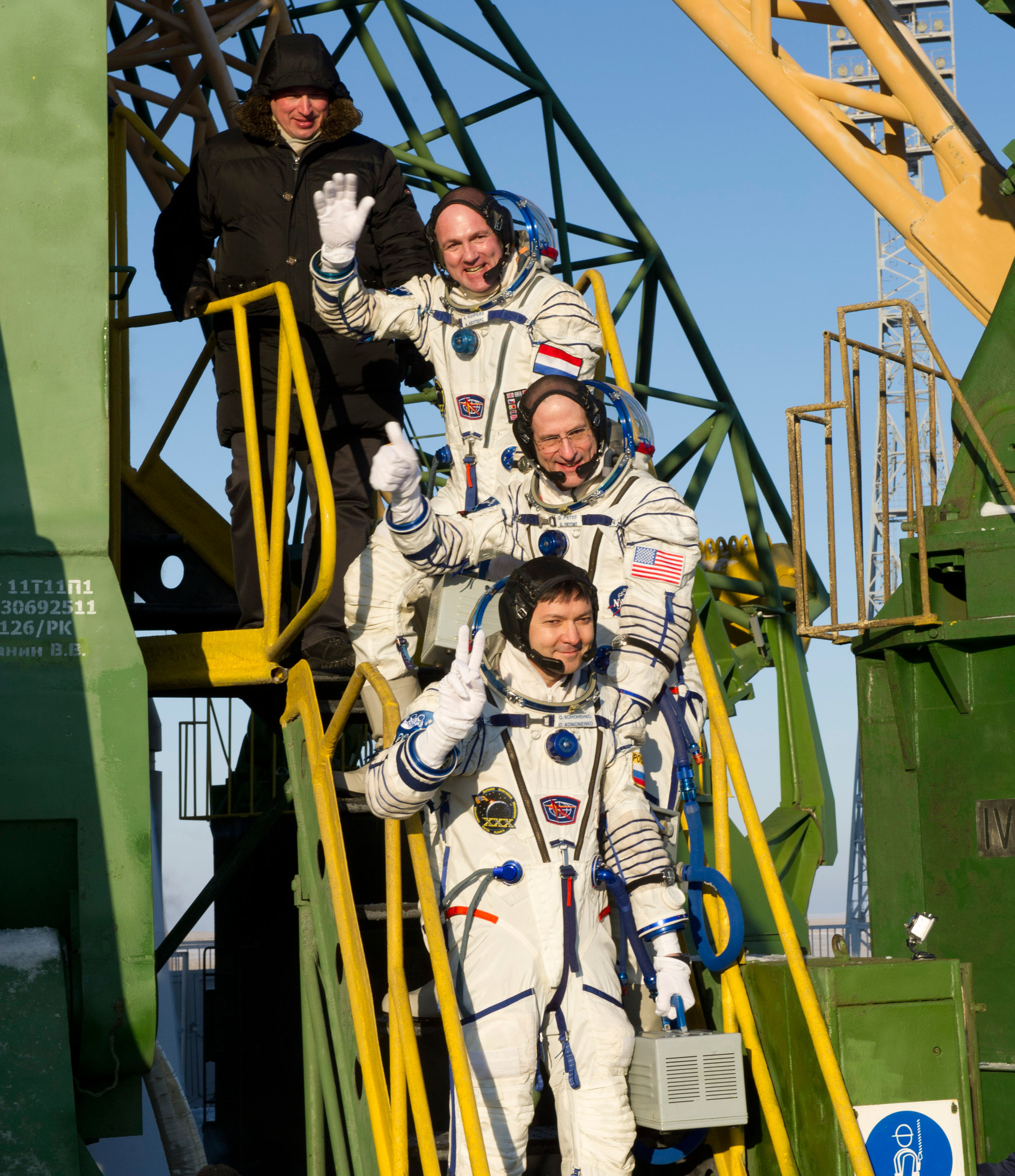
乘组人员告别
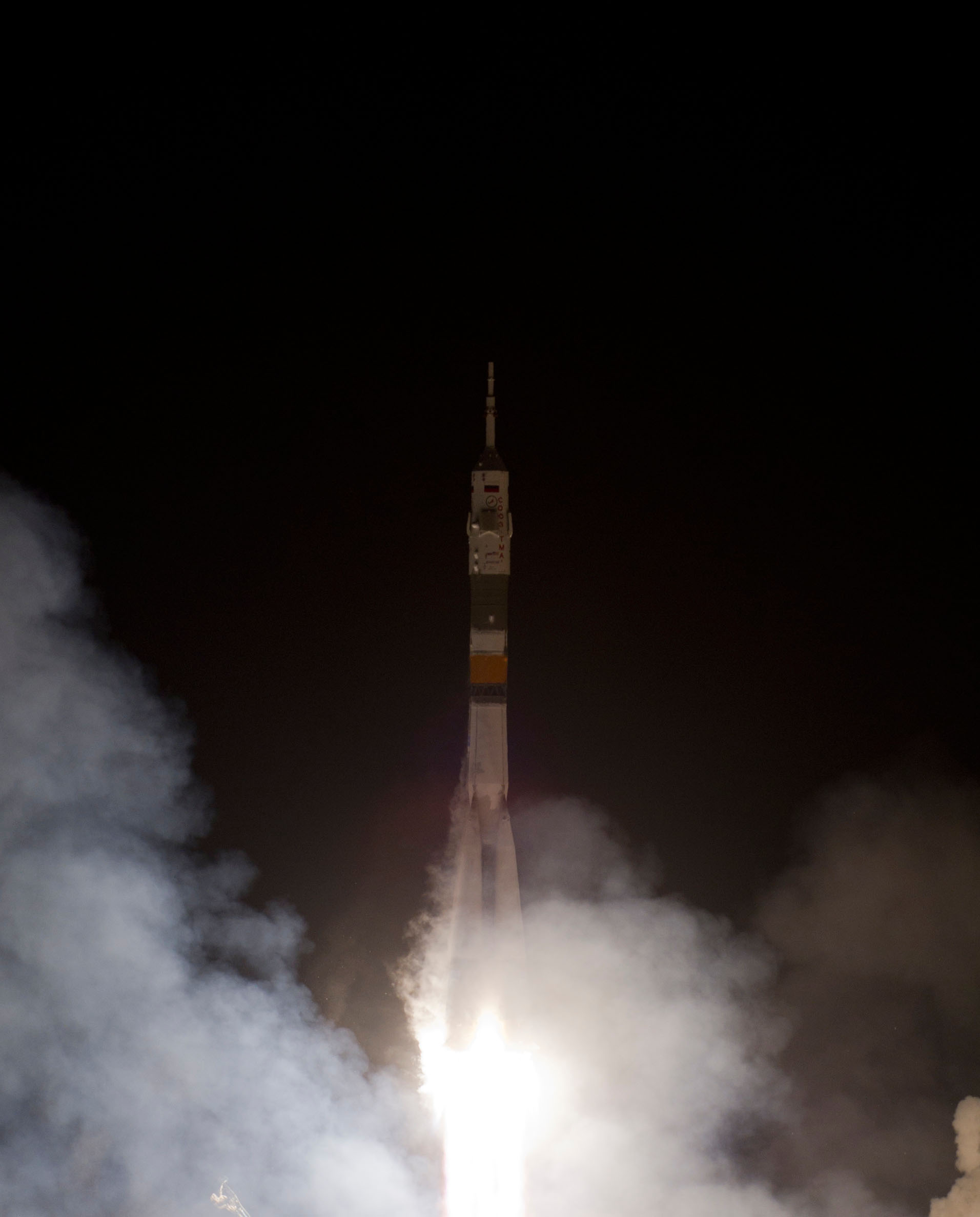
火箭发射

### 对接
在经过两天的绕地飞行后，联盟TMA-03M飞船于格林威治标准时间2011年12月23日15时19分成功与国际空间站晨曦号实验舱（小型实验舱-1）对接。对接成功后，正在空间站中驻守的队员安东·什卡普列罗夫、阿纳托利·伊万尼申和丹尼尔·伯班克热烈欢迎了新队员的到来。

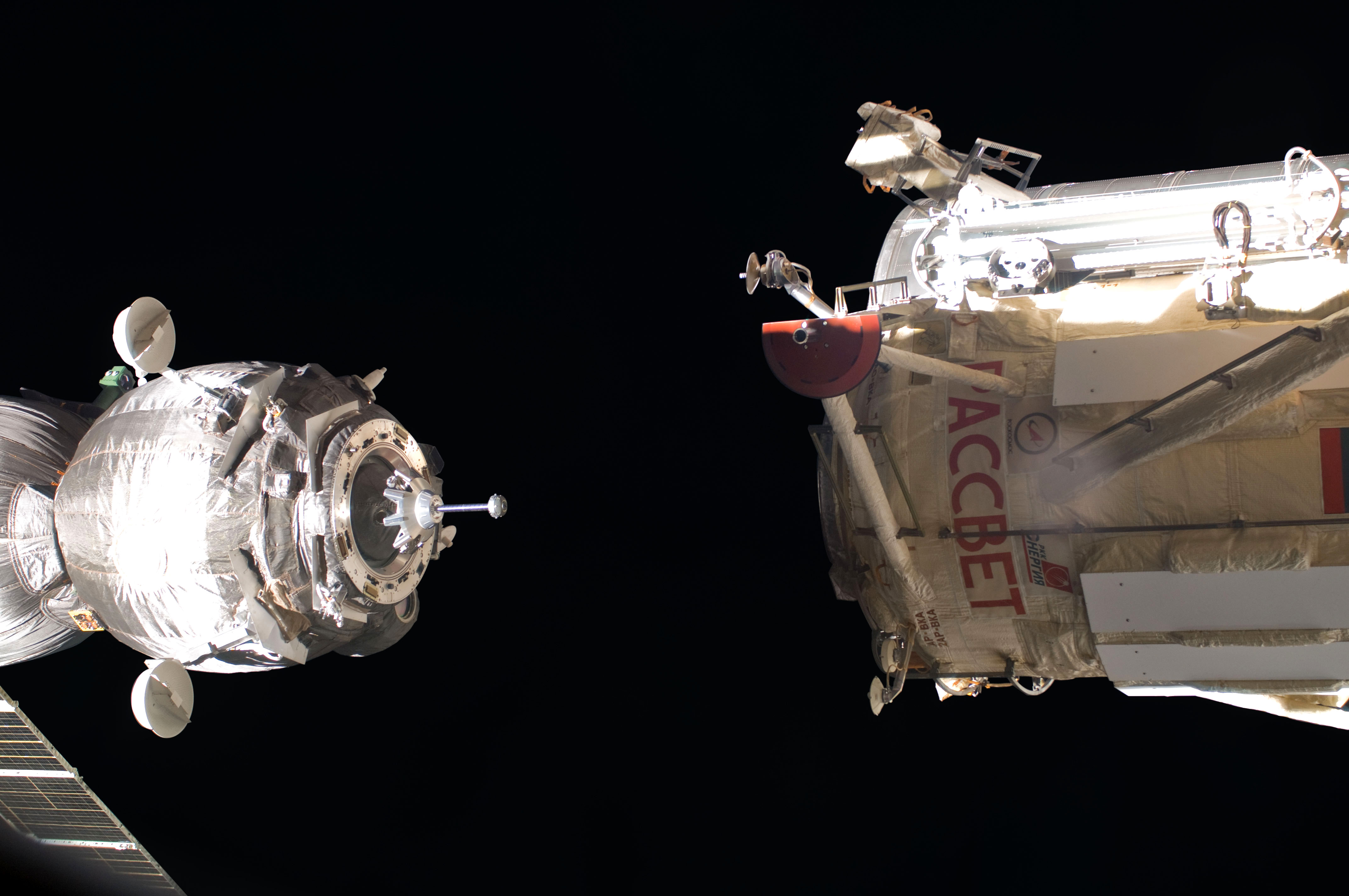
对接前
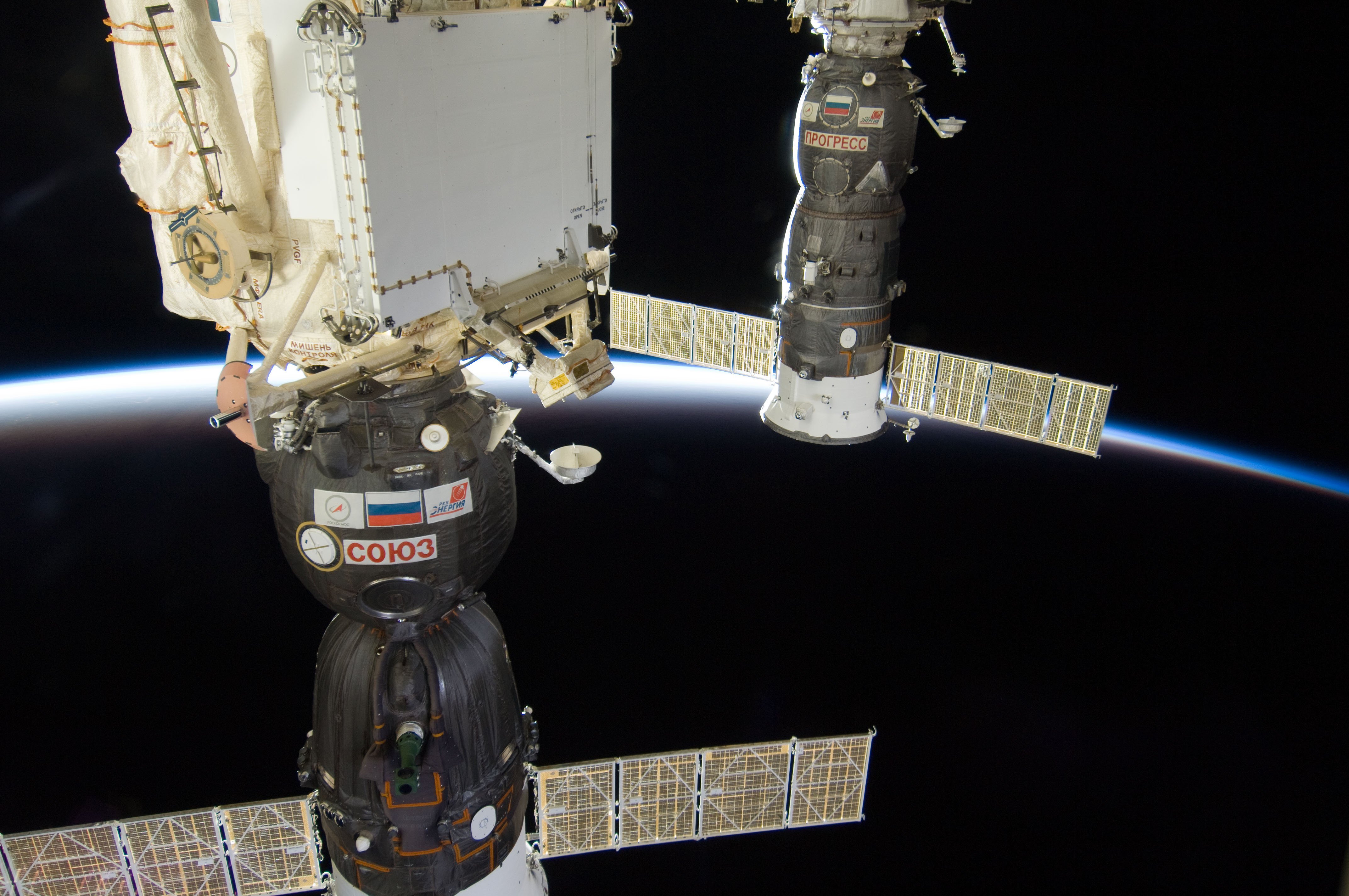
联盟TMA-03M与晨曦号实验舱对接；进步号货运飞船M-13M停靠在码头号对接舱
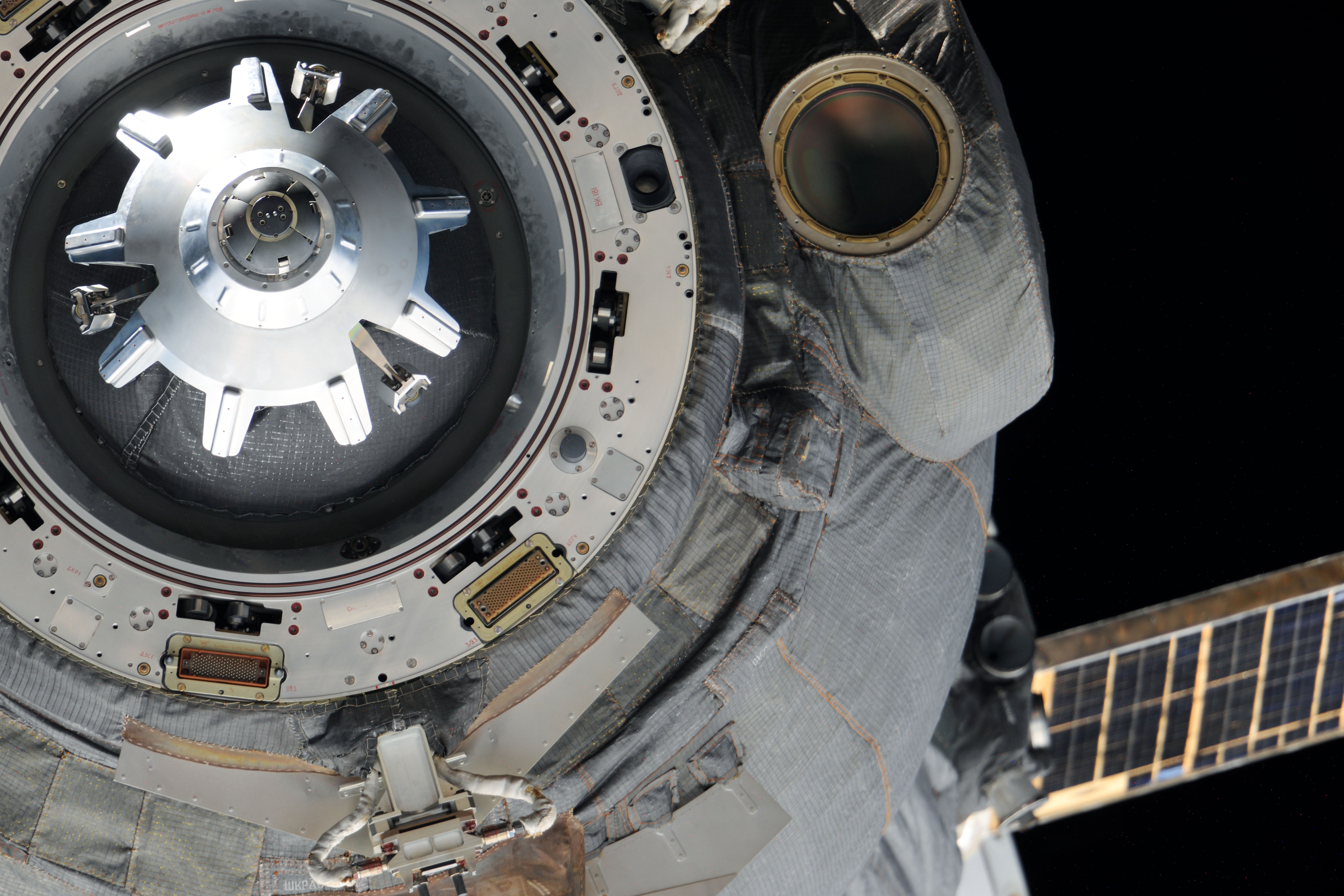
联盟TMA-03M与晨曦号实验舱脱离

### 返回地球
格林尼治標準時間2012年7月1日凌晨4点47分，联盟TMA-03M与国际空间站脱离，并于8时14分在傑茲卡茲甘成功着陆。

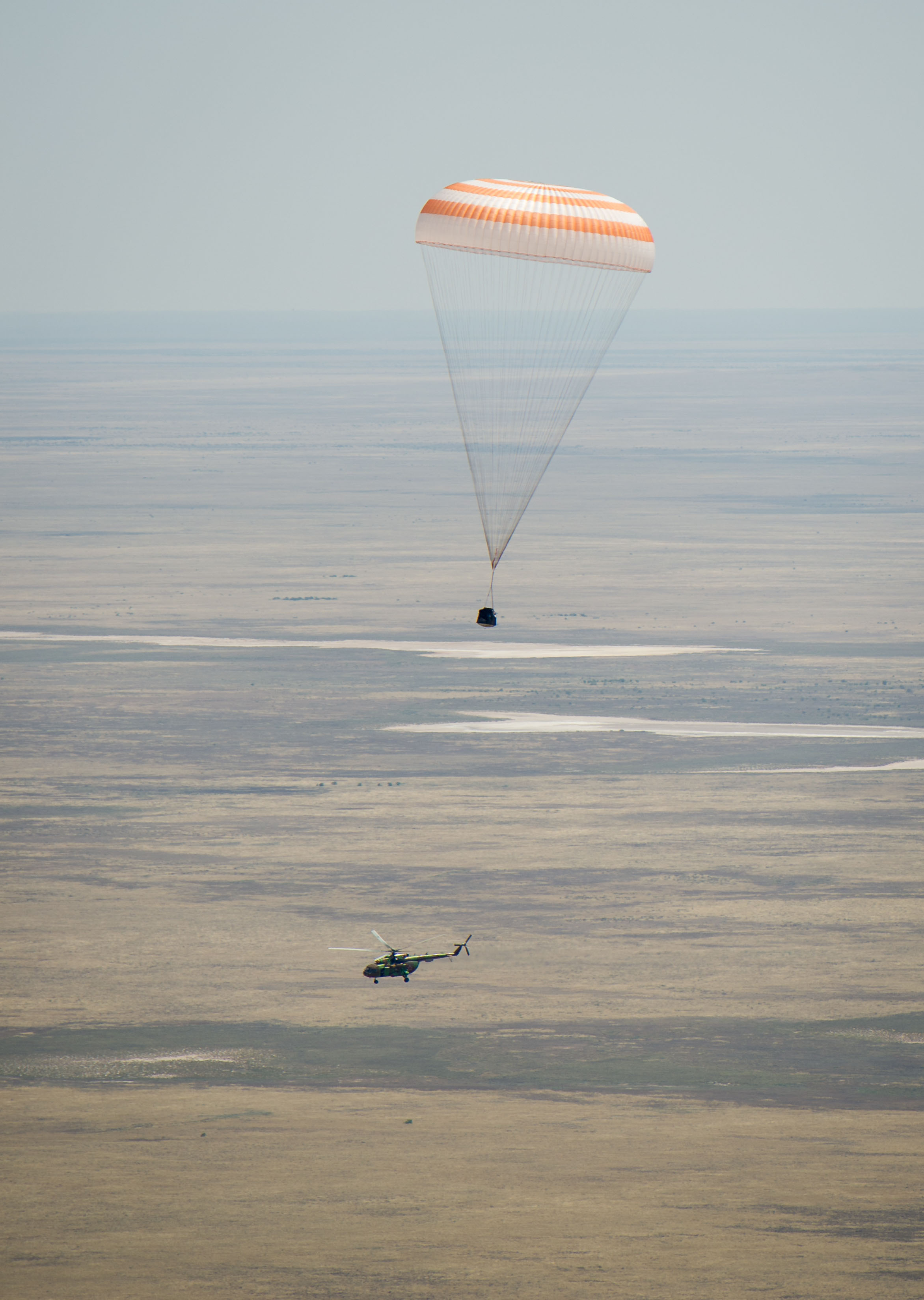
降落中的返回舱与搜救直升机
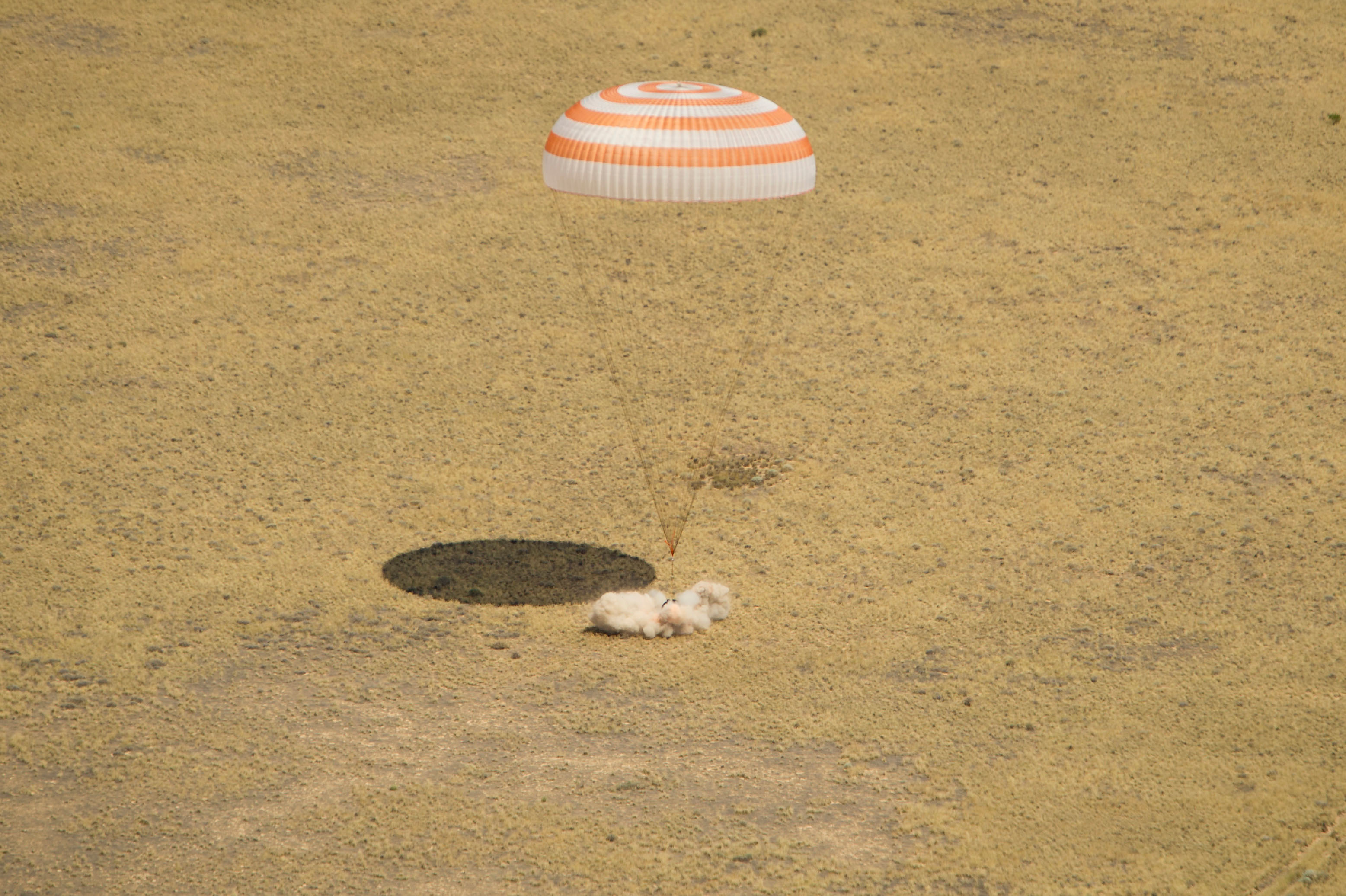
成功降落的返回舱
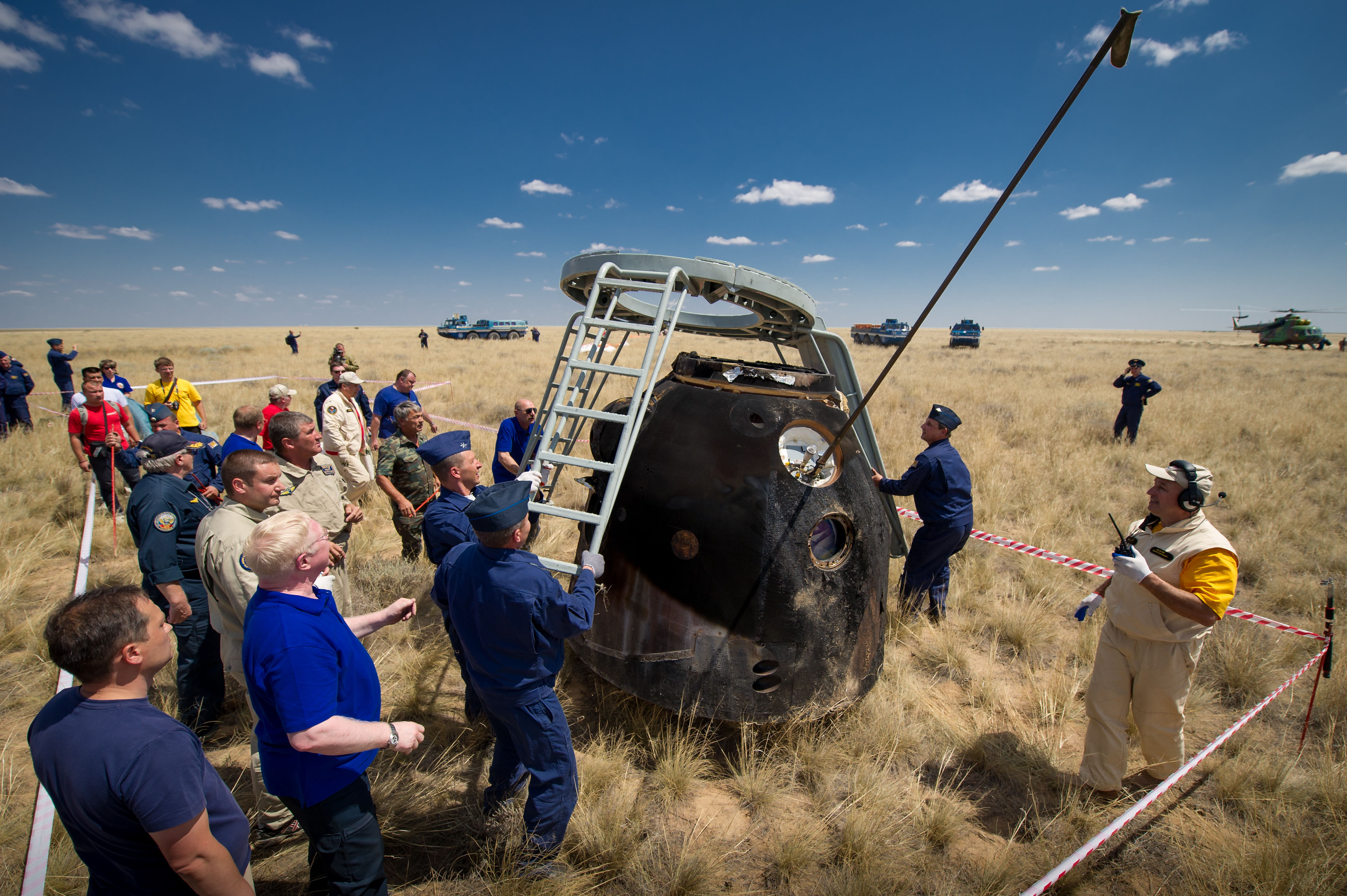
俄罗斯救援人员将滑梯连接到返回舱上
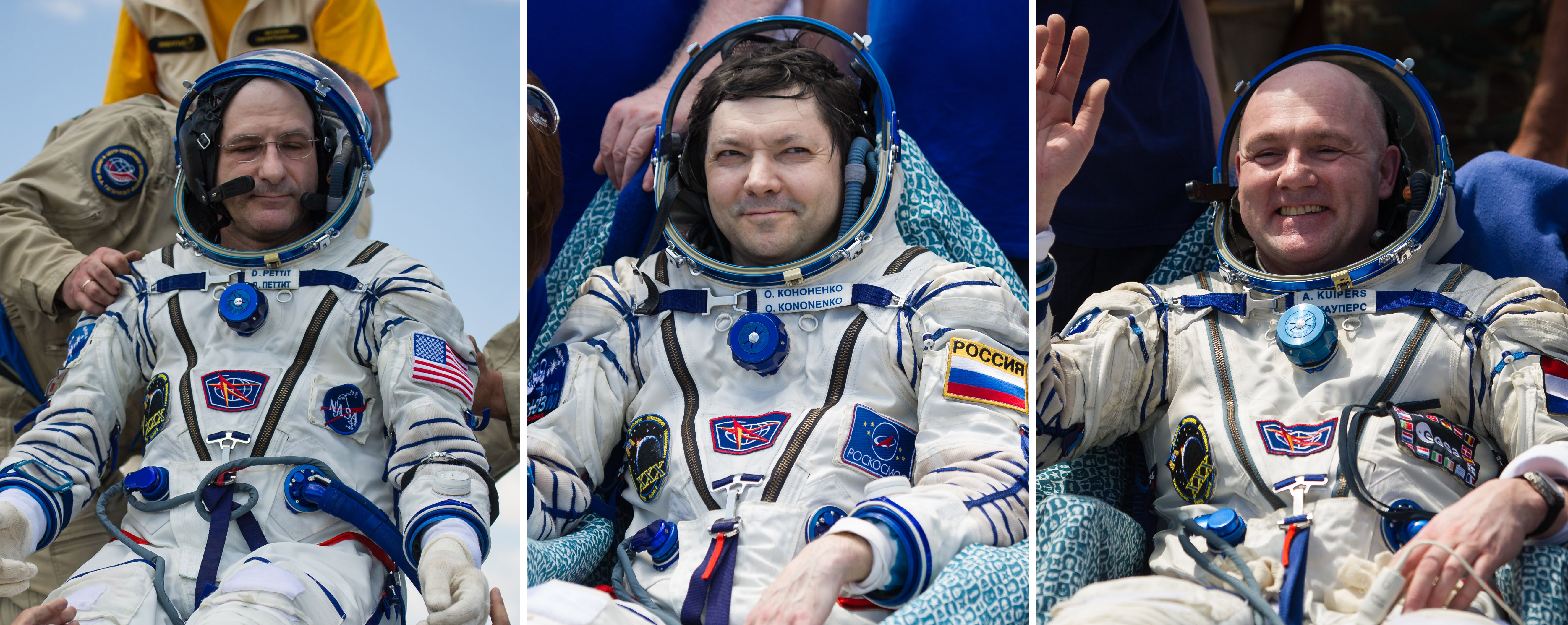
返回地球后的宇航员
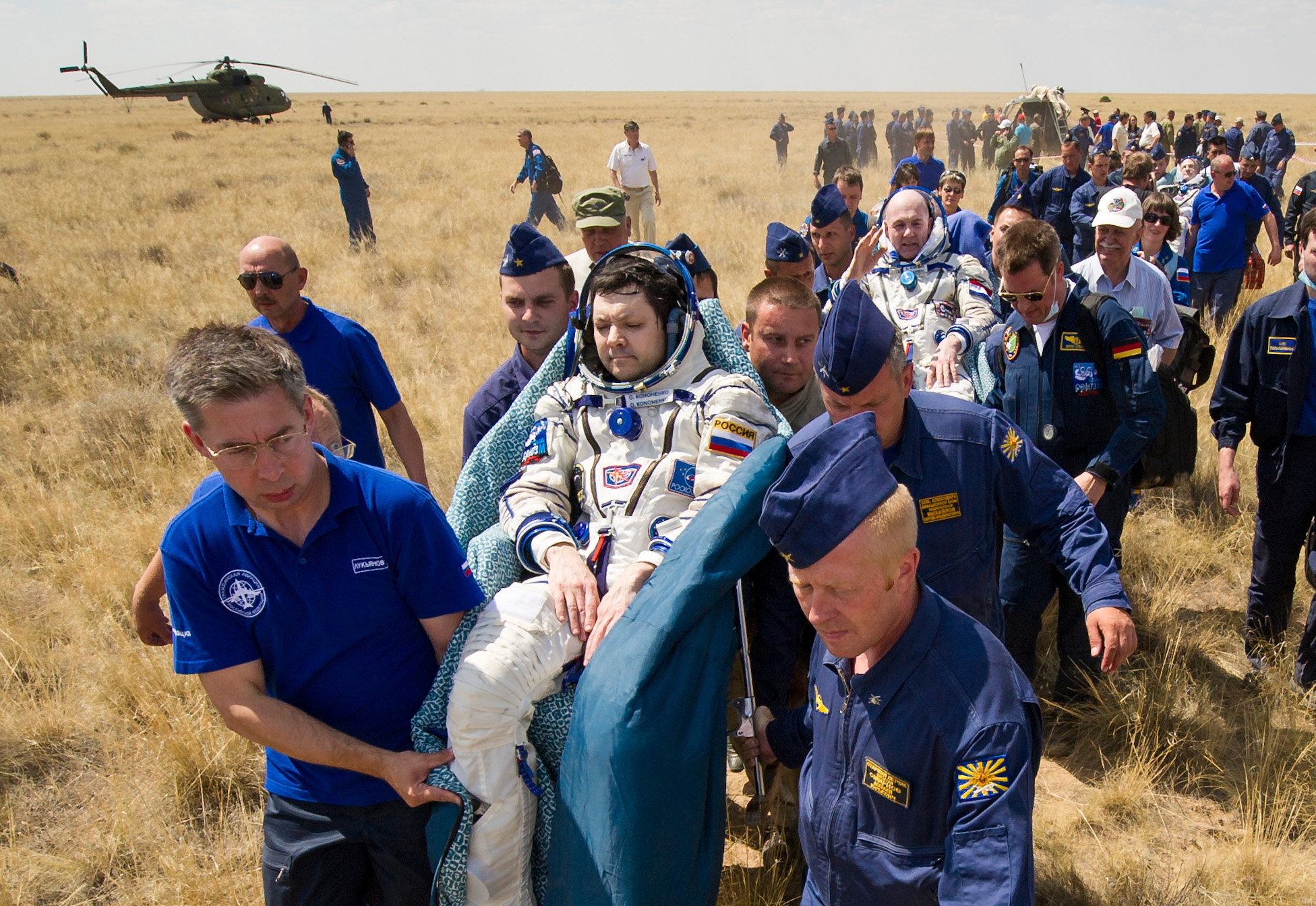
医务人员将宇航员带到帐篷休息